# Березівський повіт
Березівський повіт (пол. powiat brzozowski) — один з 21 земських повітів Підкарпатського воєводства Польщі.
Утворений 1 січня 1999 року внаслідок адміністративної реформи.

## Загальні дані
Повіт знаходиться у південно-центральній частині воєводства. Межує на півдні з Сяніцьким повітом, на сході — з Перемиським, на півночі — з Ряшівським і Стрижівським, на заході — з Кросненським повітом.
Адміністративний центр — місто Березів. Станом на 1.01.2008 населення становить 65 074 осіб, площа 539,33 км².

## Адміністративний поділ

### Гміни місько-сільські
- Березів

Гміни сільські:
- Домарадз
- Дидня
- Гачів
- Ніздрець
- Ясениця Росільна

## Демографія
Демографічні дані повіту станом на 30.06.2005:
|       | Всього | Всього | Жінки  | Жінки | Чоловіки | Чоловіки |
| ----- | ------ | ------ | ------ | ----- | -------- | -------- |
|       | осіб   | %      | осіб   | %     | осіб     | %        |
| Повіт | 65 514 | 100    | 33 208 | 50,7  | 32 306   | 49,3     |
| Міста | 7801   | 100    | 4026   | 51,6  | 3775     | 48,4     |
| Села  | 57 713 | 100    | 29 182 | 50,6  | 28 531   | 49,4     |

## Історія
У квітні-травні 1947 року під час операції «Вісла» польська армія виселила з Березівського повіту на приєднані до Польщі північно-західні терени 2043 українців.